# Primera División 1974/75
Die Primera División 1974/75 war die 44. Spielzeit der höchsten spanischen Fußballliga. Sie startete am 7. September 1974 und endete am 25. Mai 1975.

## Vor der Saison
- Als Titelverteidiger ging der 9-fache Meister FC Barcelona ins Rennen. Letztjähriger Vizemeister wurde Atlético Madrid.
- Aufgestiegen aus der Segunda División sind Betis Sevilla, Hércules Alicante und UD Salamanca.

## Vereine

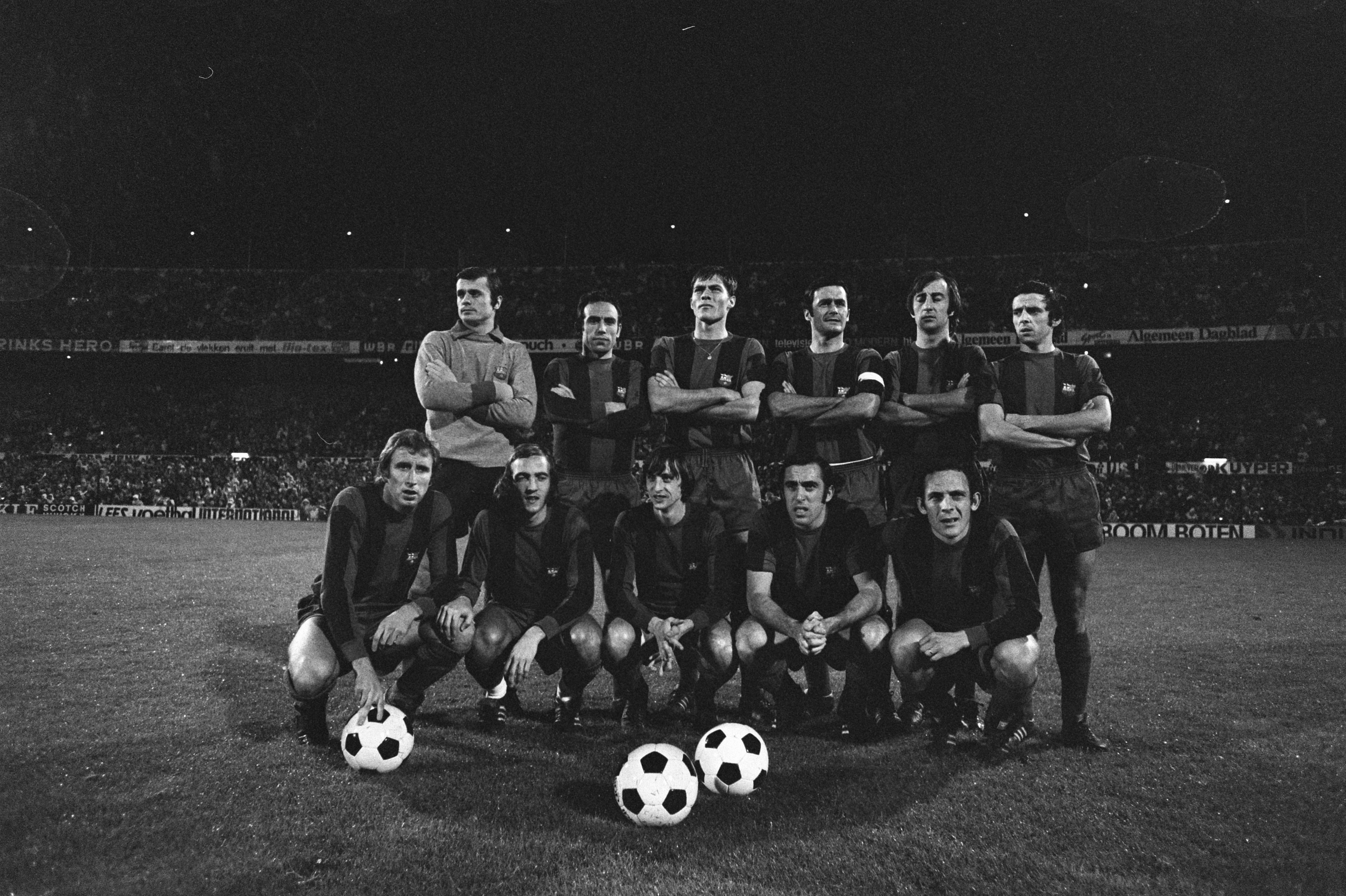
Der Titelverteidiger FC Barcelona im Oktober 1974

| Verein            | Stadt         | Stadion                   |
| ----------------- | ------------- | ------------------------- |
| Hércules Alicante | Alicante      | Estadio José Rico Pérez   |
| FC Barcelona      | Barcelona     | Camp Nou                  |
| Español Barcelona | Barcelona     | Estadi Sarrià             |
| Atlético Bilbao   | Bilbao        | Estadio San Mamés         |
| FC Elche          | Elche         | Campo de Altabix          |
| Real Gijón        | Gijón         | El Molinón                |
| FC Granada        | Granada       | Estadio Los Cármenes      |
| UD Las Palmas     | Las Palmas    | Estadio Insular           |
| Real Madrid       | Madrid        | Estadio Santiago Bernabéu |
| Atlético Madrid   | Madrid        | Estadio Vicente Calderón  |
| CD Málaga         | Málaga        | Estadio La Rosaleda       |
| Real Murcia       | Murcia        | La Condomina              |
| UD Salamanca      | Salamanca     | Estadio Helmántico        |
| Real Sociedad     | San Sebastián | Estadio de Atotxa         |
| Real Saragossa    | Saragossa     | La Romareda               |
| Betis Sevilla     | Sevilla       | Estadio Benito Villamarín |
| FC Valencia       | Valencia      | Estadio Luis Casanova     |
| Celta Vigo        | Vigo          | Estadio Balaídos          |

## Abschlusstabelle
| Pl. | Verein                | Sp. | S  | U  | N  | Tore    | Diff. | Punkte |
| --- | --------------------- | --- | -- | -- | -- | ------- | ----- | ------ |
| 1.  | Real Madrid (P)       | 34  | 20 | 10 | 4  | 066:340 | +32   | 50:18  |
| 2.  | Real Saragossa        | 34  | 15 | 8  | 11 | 058:470 | +11   | 38:30  |
| 3.  | FC Barcelona (M)      | 34  | 15 | 7  | 12 | 057:360 | +21   | 37:31  |
| 4.  | Real Sociedad         | 34  | 12 | 12 | 10 | 037:320 | +5    | 36:32  |
| 5.  | Hércules Alicante (N) | 34  | 11 | 14 | 9  | 037:360 | +1    | 36:32  |
| 6.  | Atlético Madrid       | 34  | 11 | 13 | 10 | 046:340 | +12   | 35:33  |
| 7.  | UD Salamanca (N)      | 34  | 10 | 15 | 9  | 033:290 | +4    | 35:33  |
| 8.  | FC Elche              | 34  | 13 | 8  | 13 | 035:440 | −9    | 34:34  |
| 9.  | Betis Sevilla (N)     | 34  | 14 | 6  | 14 | 035:410 | −6    | 34:34  |
| 10. | Atlético Bilbao       | 34  | 13 | 7  | 14 | 040:420 | −2    | 33:35  |
| 11. | Español Barcelona     | 34  | 14 | 5  | 15 | 038:470 | −9    | 33:35  |
| 12. | FC Valencia           | 34  | 12 | 8  | 14 | 053:480 | +5    | 32:36  |
| 13. | UD Las Palmas         | 34  | 12 | 8  | 14 | 041:390 | +2    | 32:36  |
| 14. | Real Gijón            | 34  | 11 | 10 | 13 | 040:400 | ±0    | 32:36  |
| 15. | FC Granada            | 34  | 10 | 11 | 13 | 035:470 | −12   | 31:37  |
| 16. | CD Málaga             | 34  | 13 | 5  | 16 | 033:420 | −9    | 31:37  |
| 17. | Celta Vigo            | 34  | 10 | 10 | 14 | 030:410 | −11   | 30:38  |
| 18. | Real Murcia           | 34  | 7  | 9  | 18 | 031:660 | −35   | 23:45  |

Platzierungskriterien: 1. Punkte – 2. Direkter Vergleich (Punkte, Tordifferenz, geschossene Tore) – 3. Tordifferenz – 4. geschossene Tore

| (M) | amtierender Meister              |
| (P) | amtierender Pokalsieger          |
| (N) | Neuaufsteiger der letzten Saison |

## Kreuztabelle
| 1974/75           | Real Madrid | Real Saragossa | FC Barcelona | Real Sociedad | Hércules Alicante | Atlético Madrid | UD Salamanca | FC Elche | Betis Sevilla | Atlético Bilbao | Español Barcelona | FC Valencia | UD Las Palmas | Real Gijón | FC Granada | CD Málaga | Celta Vigo | Real Murcia |
| ----------------- | ----------- | -------------- | ------------ | ------------- | ----------------- | --------------- | ------------ | -------- | ------------- | --------------- | ----------------- | ----------- | ------------- | ---------- | ---------- | --------- | ---------- | ----------- |
| Real Madrid       |             | 1:0            | 1:0          | 1:1           | 2:1               | 1:0             | 1:0          | 5:1      | 3:2           | 2:0             | 5:0               | 3:2         | 4:1           | 0:0        | 1:0        | 4:0       | 4:1        | 4:0         |
| Real Saragossa    | 6:1         |                | 2:1          | 1:1           | 2:2               | 3:1             | 1:1          | 3:3      | 2:1           | 1:0             | 1:0               | 3:1         | 3:1           | 3:1        | 4:1        | 1:0       | 4:2        | 5:0         |
| FC Barcelona      | 0:0         | 2:2            |              | 2:0           | 0:0               | 1:0             | 3:1          | 0:0      | 3:0           | 4:0             | 4:1               | 5:2         | 3:2           | 1:1        | 2:1        | 5:0       | 4:0        | 3:1         |
| Real Sociedad     | 1:1         | 1:0            | 3:2          |               | 2:2               | 1:1             | 1:1          | 0:0      | 2:0           | 3:0             | 2:0               | 1:0         | 2:0           | 1:1        | 2:0        | 2:0       | 1:1        | 2:0         |
| Hércules Alicante | 1:1         | 0:1            | 0:0          | 1:1           |                   | 3:2             | 2:1          | 1:0      | 2:3           | 0:0             | 2:1               | 2:1         | 3:1           | 2:0        | 0:1        | 1:1       | 0:0        | 2:2         |
| Atlético Madrid   | 1:1         | 4:0            | 3:3          | 1:0           | 2:0               |                 | 0:0          | 3:0      | 4:1           | 2:0             | 2:0               | 5:2         | 4:0           | 2:2        | 0:0        | 2:1       | 0:0        | 1:0         |
| UD Salamanca      | 0:0         | 3:3            | 1:0          | 1:1           | 0:1               | 1:1             |              | 2:0      | 2:0           | 0:0             | 2:0               | 0:1         | 2:1           | 1:0        | 1:0        | 1:0       | 0:0        | 3:0         |
| FC Elche          | 1:0         | 1:1            | 1:0          | 3:0           | 0:1               | 1:0             | 0:1          |          | 2:0           | 1:0             | 2:4               | 2:1         | 1:1           | 1:0        | 2:1        | 2:1       | 2:0        | 3:0         |
| Betis Sevilla     | 1:3         | 1:0            | 1:0          | 3:0           | 3:0               | 2:1             | 1:1          | 1:1      |               | 2:1             | 0:0               | 2:0         | 1:0           | 2:0        | 1:1        | 1:0       | 1:0        | 1:0         |
| Atlético Bilbao   | 1:0         | 4:0            | 1:0          | 2:1           | 2:2               | 3:0             | 0:0          | 3:0      | 0:1           |                 | 1:0               | 1:1         | 2:1           | 1:4        | 1:0        | 3:1       | 3:0        | 2:0         |
| Español Barcelona | 0:2         | 2:1            | 5:2          | 0:1           | 2:1               | 1:0             | 1:0          | 2:1      | 1:0           | 4:3             |                   | 5:3         | 1:0           | 0:0        | 1:0        | 1:2       | 2:0        | 2:1         |
| FC Valencia       | 1:2         | 0:0            | 1:0          | 1:0           | 1:0               | 1:1             | 2:2          | 0:0      | 3:1           | 3:0             | 1:1               |             | 2:1           | 2:0        | 7:1        | 2:0       | 2:0        | 1:2         |
| UD Las Palmas     | 1:2         | 2:0            | 1:0          | 1:0           | 0:0               | 1:0             | 1:1          | 1:1      | 3:1           | 2:0             | 2:0               | 1:1         |               | 1:0        | 4:0        | 1:0       | 3:1        | 5:0         |
| Real Gijón        | 2:0         | 2:0            | 0:1          | 0:2           | 2:1               | 2:2             | 2:1          | 3:1      | 2:0           | 1:1             | 2:1               | 2:1         | 0:0           |            | 5:1        | 1:1       | 1:1        | 1:0         |
| FC Granada        | 3:3         | 3:0            | 1:2          | 1:0           | 1:1               | 0:0             | 1:1          | 5:0      | 2:0           | 1:1             | 0:0               | 2:1         | 1:1           | 2:1        |            | 1:0       | 1:0        | 2:1         |
| CD Málaga         | 1:3         | 1:0            | 3:2          | 2:0           | 0:1               | 0:0             | 1:1          | 1:0      | 1:0           | 2:0             | 2:0               | 1:0         | 1:0           | 3:1        | 1:1        |           | 3:0        | 3:1         |
| Celta Vigo        | 3:3         | 2:0            | 1:0          | 1:0           | 0:1               | 0:0             | 2:0          | 1:2      | 1:1           | 1:0             | 2:0               | 1:1         | 1:0           | 2:0        | 3:0        | 2:0       |            | 1:1         |
| Real Murcia       | 2:2         | 1:5            | 0:2          | 2:2           | 1:1               | 3:1             | 2:1          | 2:0      | 0:0           | 2:4             | 0:0               | 1:5         | 1:1           | 2:1        | 0:0        | 2:0       | 1:0        |             |

## Nach der Saison
Internationale Wettbewerbe
- 1. – Real Madrid – Europapokal der Landesmeister
- 2. – Real Saragossa – UEFA-Pokal
- 3. – FC Barcelona – UEFA-Pokal
- 4. – Real Sociedad – UEFA-Pokal
- Finalist der Copa del Rey – Atlético Madrid – Europapokal der Pokalsieger

Absteiger in die Segunda División
- 16. – CD Málaga
- 17. – Celta Vigo
- 18. – Real Murcia

Aufsteiger in die Primera División
- Real Oviedo
- Racing Santander
- FC Sevilla

## Pichichi-Trophäe
Die Pichichi-Trophäe wird jährlich für den besten Torschützen der Spielzeit vergeben.
| Pl. | Nat.          | Spieler             | Verein          | Tore |
| --- | ------------- | ------------------- | --------------- | ---- |
| 1   | Spanien 1945  | Carlos Ruiz Herrero | Atlético Bilbao | 19   |
| 2   | Spanien 1945  | José Eulogio Gárate | Atlético Madrid | 17   |
|     | Spanien 1945  | Santillana          | Real Madrid     | 17   |
| 4   | Argentinien   | Roberto Martínez    | Real Madrid     | 16   |
|     | Paraguay 1954 | Saturnino Arrúa     | Real Saragossa  | 16   |

## Die Meistermannschaft von Real Madrid
| 1.          | Real Madrid |
| Real Madrid | - Tor: Miguel Ángel (31/-); Mariano García Remón (3/-) - Abwehr: José Antonio Camacho (34/-); Gregorio Benito (32/-); Benito Rubiñan (30/4); Juan Carlos Touriño (17/-); José Luis (10/-); Juan Morgado (5/-); José Heredia (1/-); Francisco Uría (1/-) - Mittelfeld: Günter Netzer (31/7); Paul Breitner (29/3); Vicente del Bosque (25/2); Pirri (20/7); Manuel Velázquez (17/2); Alberto Vitoria (6/-) - Sturm: Santillana (32/17); Roberto Martínez (27/15); Ico Aguilar (19/4); Amancio (17/3); Ramón Grosso (17/-); José Macanás Pérez (11/-) - Trainer: Miljan Miljanić |